# George James Hogsett
George James Hogsett (c. 1820 – 15 de junio de 1869) fue un destacado abogado y político de Terranova. Fue miembro de la Asamblea Legislativa de Terranova y Labrador, representando a los distritos electorales de Placentia y St. Mary's de 1852 a 1861, y a Harbour Main de 1865 a 1869. Hogsett fue miembro del movimiento liberal a lo largo de su carrera política.
Era hijo de Aaron Hogsett. Hogsett se formó como abogado en William Bickford Row y fue convocado al Colegio de Abogados de Terranova en 1846. Fue miembro del Consejo Ejecutivo como presidente de la Junta de Obras, procurador general y fiscal general. Hubo violencia durante las elecciones de 1861 en Harbour Main cuando los partidarios de Hogsett fueron atacados a tiros en las urnas, y el resultado fue favorable a Hogsett en un recuento controvertido. A Hogsett se le impidió físicamente ocupar su asiento en la asamblea. Se produjo un motín y dos de los manifestantes murieron. La asamblea finalmente declaró que Hogsett nunca había sido elegido legalmente. Se presentó de nuevo ese año en una elección parcial celebrada en St. John's, pero perdió.
También fue editor del St. John's Record en 1861. Hogsett se convirtió en líder del Partido Liberal en 1865 cuando John Kent y Ambrose Shea entraron en el gobierno de coalición conservador. Aunque era un ferviente opositor a la unión con Canadá, en 1868 anunció que apoyaría cualquier propuesta que pareciera prometer beneficios económicos para la colonia. Hogsett murió en St. John's en 1869.